# Lista de membros da Federação Internacional do Esporte Universitário
Esta é uma lista de Federações Nacionais de Esportes Universitários (em inglês:  National University Sports Federations - NUSF), que são os membros da Federação Internacional do Esporte Universitário (FISU).
São 163 membros, sendo: 41 na África, 28 na América, 38 na Ásia, 47 na Europa e nove na Oceania.

## África
Estes são os países membros, na África:
1. ALG Argélia – Fédération Algérienne du Sport Universitaire
2. ANG Angola – Federação Angolana do Desporto Universitário
3. BDI Burundi – Fédération Burundaise du Sport Universitaire
4. BEN Benim – Union Olympique des Etudiants du Bénin
5. BOT Botsuana – University of Botswana Students Sports Association
6. BUR Burquina Fasso – Union des Sports Scolaires et Universitaires du Burkina Faso
7. CAF República Centro-Africana – Fédération Centrafricaine du Sport Scolaire & Universitaire
8. CGO Congo – Office National du Sport Scolaire et Universitaire du Congo
9. CIV Costa do Marfim – Office Ivoirien du Sport Scolaire & Universitaire
10. CMR Camarões – Office des Sports Scolaires Universitaires du Cameroun
11. COD República Democrática do Congo – Union Congolaise du Sport Universitaire
12. COM Comores – Fédération Comorienne du Sport Scolaire et Universitaire
13. CPV Cabo Verde – Office des Sports Scolaires Universitaires du Cameroun
14. EGY Egito – Egyptian University Sport Federation
15. ETH Etiópia – Council of Physical Education & Sport of Higher Education
16. GAB Gabão – Fédération Gabonaise du Sport Universitaire
17. GAM Gâmbia – University of the Gambia Sports Association
18. GHA Gana – Ghana Universities Sports Association
19. GUI Guiné – Fédération Guineenne du Sport Scolaire et Universitaire
20. KEN Quênia – Kenya University Sports Association
21. LBA Líbia – General Union of Great Jamahiriya's Students
22. MAD Madagascar – Association Sportive Universitaire de Madagascar
23. MAR Marrocos – Federation Royale Marocaine du Sport Universitaire
24. MAW Malawi – University Sports Association of Malawi
25. MLI Mali – Fédération Malienne du Sport Scolaire et Universitaire
26. MOZ Moçambique – Federação Desportiva de Estudantes do Ensino Médio e Superior de Moçambique
27. NAM Namíbia – Tertiary Institutes Sports Association of Namibia
28. NGR Nigéria – Nigerian Universities Games Associations
29. NIG Níger – Fédération Nationale du Sport Universitaire et des Grandes Ecoles du Niger
30. RSA África do Sul – University Sport South Africa
31. RWA Ruanda – Université Nationale du Rwanda
32. SEN Senegal – Union des Associations Sportives Scolaires et Universitaires du Sénégal
33. SLE Serra Leoa – National University Sports Federation
34. SOM Somália – Somali Federation of University Sports
35. STP São Tomé e Príncipe – Federação de Esportes Universitários de São Tomé e Príncipe
36. SWZ Essuatíni – Eswatini Tertiary Institutions Sports Association
37. TAN Tanzânia – Tanzania University Sports Association
38. TUN Tunísia – Fédération Tunisienne des Sports Scolaires & Universitaires
39. UGA Uganda – National University Sports Federation Uganda
40. ZAM Zâmbia – Zambia Universities Sports Association
41. ZIM Zimbabwe – Zimbabwe Universities Sports Association

## América
Estes são os países membros, na América:
1. ARG Argentina – Comite Técnico del Deporte Universitario Argentino
2. BAH Bahamas – National University Sports Federation of the Bahamas
3. BAR Barbados – National University Sports Federation
4. BRA Brasil – Confederação Brasileira do Desporto Universitário
5. CAN Canadá – Canadian Interuniversity Sport
6. CHL Chile – Federación Nacional Universitaria de Deportes
7. COL Colômbia – Ascundeportes Colombia
8. CRC Costa Rica – Federacion Costarricense Universitaria de Deportes
9. CUB Cuba – Consejo Nacional de Deporte Universitario
10. DOM República Dominicana – Union Deportiva Universitaria
11. ECU Equador – Federacion Ecuatoriana del Deporte Universitario y Politécnico
12. ESA El Salvador – Associacion Deportiva Universitaria Salvadorena
13. GUA Guatemala – Federacion Deportiva Universitaria
14. HAI Haiti – Fédération Haitienne du Sport Universitaire
15. HON Honduras – Asociacion Deportiva Universitaria de Honduras
16. ISV Ilhas Virgens Americanas – Virgin Islands University Sports Federation
17. JAM Jamaica – Jamaica Intercollegiate Sports Association
18. MEX México – Consejo Nacional del Deporte Estudiantil
19. NCA Nicarágua – Federacion Deportiva Universitaria Nicaraguense
20. PAN Panamá – Associacion Deportiva de Universidad de Panama
21. PAR Paraguai – Asociación Nacional Deportiva Universitariadel Paraguay
22. PER Peru – Federacion Deportiva Universitaria Del Peru
23. PUR Porto Rico – Liga Atletica Interuniversitaria de Puerto Rico
24. SUR Suriname – The Anton de Kom University of Suriname
25. TTO Trinidad e Tobago – Tertiary Sport Association of Trinidad and Tobago
26. USA Estados Unidos – United States International University Sports Federation
27. URU Uruguai – Liga Universitaria de Deportes
28. VEN Venezuela – Federacion Venezolana Deportiva de Educacion Superior

## Ásia
Estes são os países membros, na Ásia:
1. BAN Bangladesh – Inter University Sports Board of Bangladesh
2. BHU Butão – Royal University Sports Federation of Bhutan
3. CAM Camboja – Cambodian University Sports Federation
4. CHN China – Federation of University Sport of China
5. HKG Hong Kong – University Sports Federation of Hong Kong, China
6. INA Indonésia – Indonesian University Sports Federation
7. IND Índia – Association of Indian Universities
8. IRI Irã – National University Sports Federation of I.R. Iran
9. IRQ Iraque – Iraqi University Sports Federation
10. JOR Jordânia – Sports Federation of Jordanian Universities
11. JPN Japão – Japanese University Sports Board
12. KAZ Cazaquistão – Student Sports Federation of the Republic of Kazakhstan
13. KGZ Quirguistão – Kyrgyz University Sports Federation
14. KOR Coreia do Sul – Korean University Sports Board
15. KSA Arábia Saudita – Saudi Universities Sports Federation
16. KUW Kuwait – Kuwait University Sports Federation
17. LBN Líbano – Federation Sportive Universitaire Libanaise
18. MAC Macau – Associacao Do Desporto Universitario de Macau
19. MAS Malásia – Malaysian University Sports Council
20. MGL Mongólia – Mongolian Students' Sports Federation
21. NEP Nepal – University Sports Association of Nepal
22. OMA Omã – Oman Committee for University Sport
23. PAK Paquistão – Pakistan University Sports Board
24. PHI Filipinas – Federation of School Sports Association of the Philippines
25. PLE Palestina – Palestinian University Sport Federation
26. PRK Coreia do Norte – Students Sports Association of DPR Korea
27. SGP Singapura – Singapore University Sports Council
28. SRI Sri Lanka – Sri Lanka Universities Sports Association
29. SYR Síria – National Union of Syrian Students
30. TJK Tajiquistão – Student Sport Association of Tajikistan
31. THA Tailândia – University Sports Board of Thailand
32. TKM Turcomenistão – Students Sports Federation of Turkmenistan
33. TLS Timor-Leste – Federação de Desporto Académico de Timor-Leste
34. TPE Taipé Chinês – Chinese Taipei University Sports Federation
35. UAE Emirados Árabes Unidos – United Arab Emirates University
36. UZB Uzbequistão – Student Union of the Republic of Uzbekistan
37. VIE Vietnã – Association Sportive des Etudiants Vietnamiens
38. YEM Iêmen – Yemen Sports Universiade Federation

## Europa
Estes são os países membros, na Ásia:
1. ALB Albânia – Association Sportive des Etudiants d'Albanie
2. ARM Armênia – Armenian Student Sports Federation
3. AUT Áustria – Zentraler Hochschulsportausschuss Oesterreichs
4. AZE Azerbaijão – Freewill Student Sport Society of Azerbaijan
5. BEL Bélgica – Fédération Sportive Universitaire Belge
6. BIH Bósnia e Herzegovina – Sports Federation of Bosnia & Herzegovina
7. BLR Bielorrússia – Republican Center of Physical Education and Sports for Pupils and Students
8. BUL Bulgária – Association For University Sport Akademik
9. CRO Croácia – Croatian University Sports Federation
10. CYP Chipre – Cyprus University Sports Federation
11. CZE Chéquia – Czech University Sports Association
12. DEN Dinamarca – Danske Studenters Idraetsforbund
13. ESP Espanha – Comité Espanol del Deporte Universitario
14. EST Estônia – Estonian Academic Sports Federation
15. FIN Finlândia – Finnish Student Sports Federation
16. FRA França – Fédération Française du Sport Universitaire
17. GBR Grã-Bretanha – British Universities & Colleges Sport
18. GEO Geórgia – University Sports Federation of Georgia
19. GER Alemanha – Allgemeiner Deutscher Hochschulsportverband
20. GRE Grécia – Hellenic Committee for University Sport
21. HUN Hungria – Magyar Egyetemi Föiskolai Sportszövetség
22. IRL Irlanda – Colleges and Universities Sports Association of Ireland
23. ISR Israel – Academic Sport Association
24. ITA Itália – Centro Universitario Sportivo Italiano
25. KOS Kosovo – Kosovo University Sports Association
26. LAT Letônia – Latvian Universities Sports Federation
27. LIE Liechtenstein – Liechtensteinischer Hochschulsportverband
28. LTU Lituânia – Lithuanian Student's Sports Association
29. LUX Luxemburgo – Ligue des Associations Sportives Estudiantines Luxembourgeoises
30. MDA Moldávia – University Sports Federation of Moldova
31. MKD Macedônia do Norte – University Sports Federation of the Rep. of Macedonia
32. MLT Malta – Malta University Sports Club
33. MNE Montenegro – University Sports Association in Montenegro
34. NED Países Baixos – Studentensport Nederland
35. NOR Noruega – Norske Studenters Idrettsforbund
36. POL Polônia – Akademicki Zwiazek Sportowy
37. POR Portugal – Federação Académica do Desporto Universitário
38. ROU Romênia – Federatia Sportului Scolar si Universitar
39. RUS Rússia – Union Sportive Universitaire de Russie
40. SLO Eslovênia – Slovenian University Sports Association
41. SMR San Marino – Associazione Sanmarinese Universitaria Sportiva
42. SRB Sérvia – University Sports Federation of Serbia
43. SUI Suíça – Fédération Suisse du Sport Universitaire
44. SVK Eslováquia – Slovak University Sports Association
45. SWE Suécia – Sveriges Akademiska Idrottsforbund
46. TUR Turquia – Federation Turque du Sport Universitaire
47. UKR Ucrânia – Sports Students Union of Ukraine

## Oceania
Estes são os países membros, na Oceania:
1. AUS Austrália – Australian University Sport
2. COK Ilhas Cook – Cook Islands Sports & National Olympic Committee
3. FIJ Fiji – Fiji Universities Sports Assocation
4. FSM Estados Federados da Micronésia – Federated States of Micronesia Student Sports Federation
5. MHL Ilhas Marshall – Marshall Islands University Sports
6. NMI Marianas Setentrionais – Northern Marianas Sports Association
7. NZL Nova Zelândia – University Sport New Zealand
8. PNG Papua-Nova Guiné – Papua New Guinea University Sports Council
9. SAM Samoa – University Sports of Samoa